# Cremastus bilineatus
Cremastus bilineatus là một loài tò vò trong họ Ichneumonidae.